# 清水忠霊塔公園
清水忠霊塔公園（しみずちゅうれいとうこうえん、英語: Shimizu Cenotaph Monument Park）は、静岡県静岡市に立地する公園。

## 概要

園内の『清水市忠霊塔』の尖塔とモニュメント

静岡県静岡市に立地する平和公園である。旧清水市によって整備された。
園内の『清水市忠霊塔』には、西南戦争から太平洋戦争までの戦没者と戦災殉難者が祀られている。巨大な尖塔は高さ30メートルに達するなど、その威容がよく知られている。静岡県における戦争慰霊碑としては最大規模を誇る。

## 特色

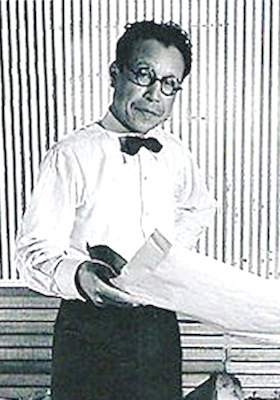
『清水市忠霊塔』を設計した吉田五十八

園内の『清水市忠霊塔』は、建築家の吉田五十八により設計された。もともとあった小高い丘陵の斜面を利用する形で塔を建てたことから、尖塔の高さが30メートルに達するなど極めて巨大な忠霊塔となった。鉄筋コンクリート造であり、その形状は神社の千木をモチーフとしている。塔の下には、御影石で制作されたモニュメントが安置され、基壇には水が張られていた。
この忠霊塔には、西南戦争から太平洋戦争までの戦没者と戦災殉難者の御霊が約4300柱祀られている。碑文は、建立時に清水市の市長を務めていた鈴木平一郎が考案したものである。また、園内には、忠霊塔とは別に『平和祈念碑』も建立されている。こちらの碑文は、同じく建立時に市長を務めていた宮城島弘正が考案したものである。
この公園が竣工して以来、遺族会が毎年終戦の日に慰霊祭を執り行うなど、清水市の戦没者と戦災殉難者に対する慰霊施設として重要な役割を果たしてきた。しかし、清水市と旧静岡市の合併により新制静岡市が発足すると、慰霊祭も旧静岡市と合同で行われるようになったため、この公園は慰霊祭の会場としては使用されなくなった。だが、慰霊祭の会場として用いられなくなってからも、地元住民からの敬愛を集めてきた。
そのほか、園内には車椅子対応トイレや自由広場といった設備が設けられている。また、東側に位置するグラウンドは、サッカーやグラウンドゴルフなどで使用されている。
その後、長年に渡って風雨に晒され続けたことから『清水市忠霊塔』の老朽化が問題視されるようになった。田辺信宏が静岡市の市長に就任してからは、『清水市忠霊塔』の解体すら俎上に上るようになった。また、戦死者や戦災殉難者に対する慰霊施設であると同時に、市民の憩いの場である公園としての側面も持つが、公園を利用する市民に対して「今からサッカーで使うから退いて」などと要求する少年サッカークラブが現れて問題になるなど、課題も散見される。なお、問題の少年サッカークラブに対しては、静岡市役所都市局都市計画部が「子ども達から大人まで幅広く使用出来る公園であり、使用許可を取っているからではなく、お互い危険の無いように譲りあって使用すること」と指導する事態となった。

## 沿革

園内の『清水市忠霊塔』の碑文

清水市により『清水市忠霊塔』の建立と公園の建設が行われ、1959年に竣工した。『清水市忠霊塔』の建立に際しては、工費が1640万円かかったが、地元の住民や企業から多数の寄附が寄せられたという。なお、公園が竣工したのは1959年であり、園内の『清水市忠霊塔』が建立されたのも同年3月だとされているが、碑文には「市民各層の協賛を／得て昭和三十三年／十一月これを建つ」と記されている。その後、忠霊塔とは別に『平和祈念碑』も建立されている。こちらは、太平洋戦争終結から50年を迎えた1995年8月15日に、新たに建立された。

## アクセス
- しずてつジャストライン224港南線・236山原梅蔭寺線・260三保草薙線「忠霊塔前」停留所から徒歩約3分。（JR東海道線清水駅から224・236忠霊塔前行バスで約20分。JR東海道線草薙駅から260折戸車庫行バスで約20分。）

## 関連人物
- 鈴木平一郎
- 田辺信宏
- 吉田五十八